# Okolo Jižních Čech
Das Okolo Jižních Čech (zu deutsch: Südböhmen-Rundfahrt) ist ein Straßenradrennen für Männer in der Tschechischen Republik.
Das Etappenrennen wurde 2012 zum ersten Mal ausgetragen und führt in vier bis fünf Etappen durch die tschechische Region Böhmen. Es gehört zur UCI Europe Tour und ist in der UCI-Kategorie 2.2 klassiert.

## Palmarès
| Jahr                        | Sieger                  | Zweiter            | Dritter          |
| --------------------------- | ----------------------- | ------------------ | ---------------- |
| 2012                        | Jiří Hochmann           | Jan Polanc         | Bjørn Tore Hoem  |
| 2013                        | Florian Sénéchal        | Theo Reinhardt     | Matija Kvasina   |
| 2014                        | Reidar Bohlin Borgersen | Paweł Cieślik      | Emanuel Buchmann |
| 2015                        | Alexis Guérin           | Clemens Fankhauser | Theo Reinhardt   |
| 2016 nicht ausgetragen      |                         |                    |                  |
| 2017                        | Josef Černý             | Emil Vinjebo       | Rok Korošec      |
| 2018                        | Michael Kukrle          | Maciej Paterski    | Stan Dewulf      |
| 2019-2020 nicht ausgetragen |                         |                    |                  |
| 2021                        | Arnaud De Lie           | Nick van der Meer  | Damiano Cima     |
| 2022                        | Rasmus Bøgh Wallin      | Erik Fetter        | Tim Marsman      |
| 2023                        | Martin Solhaug Hansen   | Adam Ťoupalík      | Michael Kukrle   |
| 2024                        | Marcin Budziński        | Lukáš Kubiš        | Piotr Pękala     |